# Två (musikalbum av Agusa)
Två är det andra studioalbumet till det svenska progressiv metal/progressiv rock-bandet Agusa. Albumet släpptes 2015 av skivbolaget Kommun 2.

## Låtlista
Sida 1
1. "Gånglåt från Vintergatan" – 20:17

Sida 2
1. "Kung Bores dans" – 18:18

## Medverkande
Musiker (Agusa-medlemmar)
- Mikael Ödesjö – gitarr
- Tobias Petterson – basgitarr
- Jonas Berge – orgel
- Tim Wallander – trummor
- Jenny Puertas – flöjt

Produktion
- Emil Isaksson – ljudtekniker
- Kristian Holmgren – ljudmix
- Peter Wallgren – omslagskonst